# Stille Hilfe
Stille Hilfe (pol. Cicha Pomoc, oficj. Stille Hilfe für Kriegsgefangene und Internierte – Cicha Pomoc dla Jeńców Wojennych i Internowanych) – niemiecka organizacja wspierająca po zakończeniu II wojny światowej byłych funkcjonariuszy III Rzeszy i zbrodniarzy hitlerowskich.

## Działalność
Organizacja została założona przez księżną Helenę Elisabeth von Isenburg, żonę nazistowskiego naukowca ks. Wilhelma Karla von Isenburga. Aktywność rozpoczęto od 1946. Pierwotnie jej działalność była utajniona i skupiała się na pomocy dawnym nazistom w ucieczce szczurzym szlakiem do krajów Ameryki Południowej. Cicha Pomoc została oficjalnie zarejestrowana w 1951, co umożliwiło jej przeprowadzanie zbiórek pieniędzy „na więźniów wojennych i inne osoby internowane”.
Cicha Pomoc prowadziła działania w celu ratowania nazistów przed grożącymi im wyrokami (m.in. pokrywała koszty prawne i sądowe) oraz opiekowała się nimi na starość po opuszczeniu przez nich więzień (staranie o miejsca w domach starców, zapewnienie utrzymania i opieki lekarskiej).
Działalność organizacji wspierała Gudrun Burwitz, córka Heinricha Himmlera, szefa SS.
Wśród osób, które chroniono i wspierano byli: Adolf Eichmann, Anton Malloth, Erich Priebke, Erna Wallisch, Josef Mengele, Josef Schwammberger, Klaus Barbie, Walter Rauff.